# Trakehneni
A trakehneni  az egyik legjobb eredményeket elérő ló a lovassportokban világszinten.

## Története
1732-ben Frigyes porosz király ménest alapított a kelet-poroszországi Trakehnen városában (ma: Jasznaja Poljana, Kalinyingrádi terület, Oroszország). A lófajtát erről a városról nevezték el. A tenyészcél egy olyan fajta kitenyésztése volt, amelyet kiválóan lehetett mezőgazdaság munkák során hasznosítani. De ami még fontosabb volt, hogy kineveljenek egy katonai célokra alkalmas, kitartó, nagy teljesítményekre képes fajtát, amely nemcsak erős, de egyben elegáns is. A fajta nemesítésében az Angliában született Perfectionist nevű telivér vett erőteljesen részt. A kialakulásban az arab lovak is nagy szerepet játszottak, így egy erős telivér génhányadú, arab jellegzetességekkel rendelkező lófajta jött létre, melynek komoly szerepe volt a II. világháború harcaiban. A háború során erőteljesen megfogyatkozott az állományuk, 1945-ben 800 kancát és 50 mént menekítettek a befagyott Északi-tengeren Kelet-Poroszországból nyugatra, hogy megmentsék őket a pusztulástól, valamint attól, hogy szovjet kézre kerüljenek. Ezzel a törzsállománnyal folytatták a tenyésztést.

## Jellemzői
Fontos értékmérő tulajdonságai közé tartozik, a könnyen kezelhetőség, a kiegyenlített testtömeg, a harmonikus testalkat, a kitartás, az élénk vérmérséklet. Jellemzői, hogy feje száraz és markáns. Az orrél egyenes és a nyak szépen ívelt. Ehhez kapcsolódik az erőteljes, határozott mar. A hát közepesen hosszú és erős, a far jól izmolt. A száraz végtagok szabályosak, a kemény pata szép formájú.
Egyszerre temperamentumos és érzékeny. Mivel értelmes, jó a munkakedve és kifejezetten szép is, gyakran vesz részt más lófajták nemesítésében.

## Hasznosítása
Eleinte katonalóként használták, jó tulajdonságai, robbanékonysága, ugyanakkor jól kezelhetősége miatt. Eredményes military és díjugró lovak vannak ebben a kategóriában, fogathajtásra, tereplovaglásra és hobbilóként is egyaránt alkalmas.